# Odondebuenia balearica
Odondebuenia balearica – gatunek ryby z rodziny babkowatych. Jedyny przedstawiciel rodzaju Odondebuenia.

## Występowanie
Zasiedla wody Morza Śródziemnego i Czarnego, dorasta do 3-3,5 cm długości.